# Craigslist Ripper

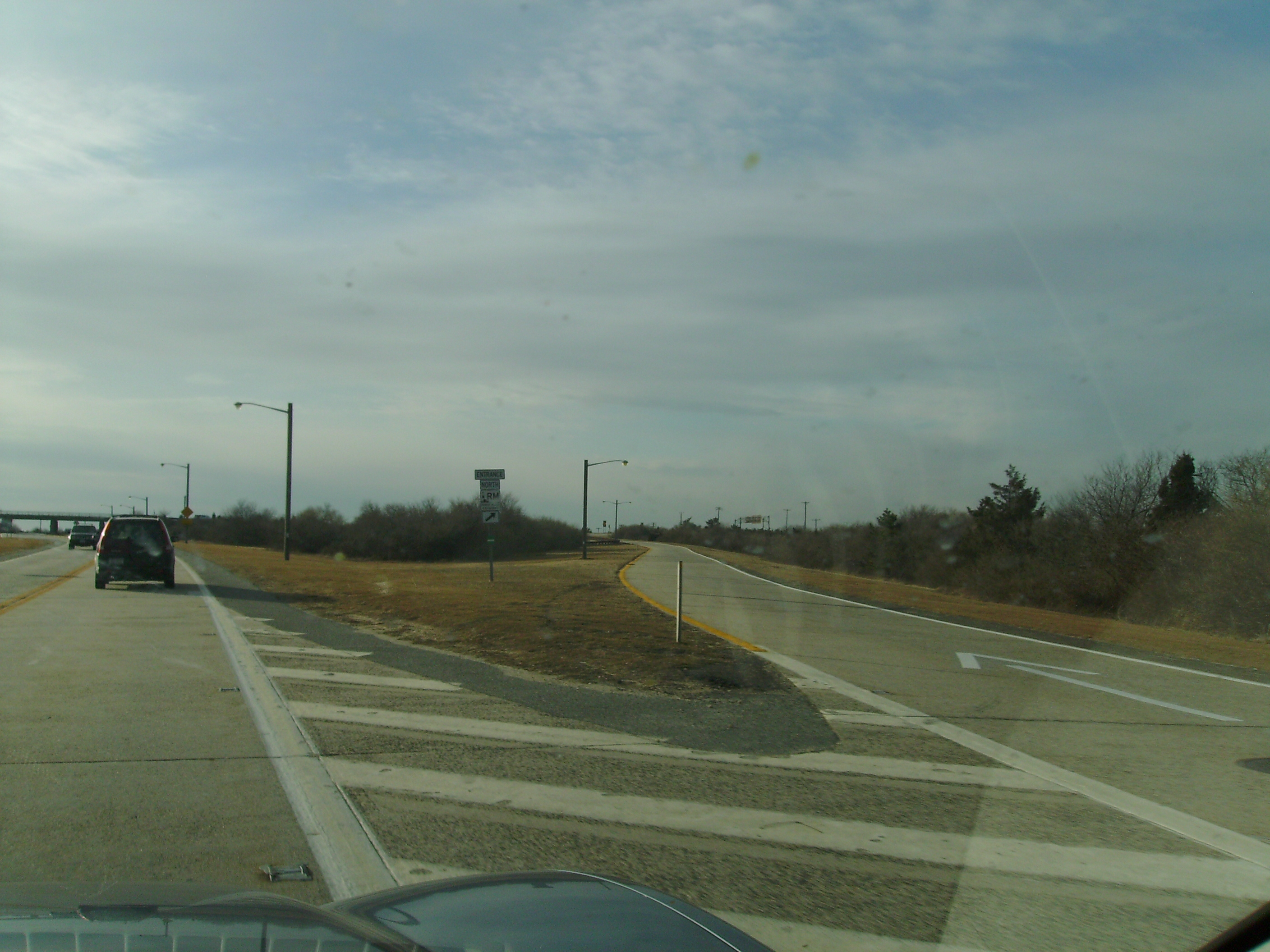
Robert-Moses-Parkway-Ausfahrt am Ocean Parkway. Einige der Leichen wurden entlang der Straße gefunden.

Fundorte der Leichen am Gilgo Beach, Long Island.

Craigslist Ripper (auch als Long Island Ripper oder Long Island Killer bezeichnet, abgekürzt LISK) ist das Pseudonym eines unbekannten Serienmörders, der seit 1996 mindestens elf Menschen ermordet haben soll. Die bisherigen Opfer wurden zwischen Dezember 2010 und Dezember 2011 im Marschland bei Gilgo Beach auf Long Island im US-Bundesstaat New York aufgefunden, die Morde werden daher auch als Gilgo-Beach-Morde bezeichnet. Die Bezeichnung Craigslist Ripper ist darauf zurückzuführen, dass mehrere der getöteten Prostituierten auf der Internetplattform Craigslist für ihre Dienste warben. Auf den oder die Mörder wurde ein Kopfgeld von 25.000 US-Dollar ausgesetzt.

## Chronik
Die ersten Überreste einer Leiche fand der Polizist und Hundeführer John Mallia am 11. Dezember 2010 zwischen Cedar Beach und Gilgo Beach, als er sich mit seinem Polizeihund „Blue“ auf Long Island zu Trainingszwecken aufhielt. Zwei Tage später wurden abseits einer Straße, die zum Jones Beach auf Long Island führt, drei weitere Leichen gefunden. Bei diesen handelte es sich um die Leichen von Melissa B. (24), Maureen B. (25) und Amber C. (27), die im Januar 2011 offiziell von den Behörden identifiziert wurden. Die in Sackleinen gewickelten Überreste der vier Opfer lagen jeweils etwa 150 Meter voneinander entfernt. Diese ersten vier Opfer sind auch als „Gilgo Four“ bekannt.
Im März und April 2011 wurden nach großangelegten Suchaktionen weitere sechs Überreste von Leichen gefunden. Unter diesen befand sich die Leiche von Jessica T. (20). Die Überreste einer weiteren Frau, eines asiatischen Mannes in Frauenkleidern sowie die eines ein- bis zweijährigen Kindes konnten bisher noch nicht identifiziert werden. Die Polizei geht davon aus, dass diese Morde den im Dezember 2010 gefundenen Leichen weit vorausgehen und eventuell das Werk eines zweiten Serienmörders sein dürften.
Die Polizei prüft außerdem, ob es eine Verbindung zu einer Mordserie an Prostituierten in Atlantic City, New Jersey, 2006 gibt. Damals wurden die Leichen der Prostituierten Kimberly R., Barbra B., Tracy Ann R. und Molly Jean D. gefunden. Falls ein Zusammenhang besteht, beläuft sich die Zahl der bisherigen Opfer auf insgesamt 15.
Die Behörden gehen davon aus, dass es sich beim Täter um einen aktiven oder ehemaligen Polizeibeamten handeln könnte. Grund dafür ist, dass Melissas 16-jährige Schwester Amanda nach der Tat mehrere merkwürdige Anrufe erhielt (vermutlich vom Täter). Diese Anrufe brachen jeweils nach drei Minuten ab, sodass dem Anrufer bekannt zu sein schien, dass die Polizei zwischen drei und fünf Minuten braucht, um einen Anruf zurückzuverfolgen. Darüber hinaus könnte es sich auch um mehrere Täter handeln.
Mitte April 2011 wurde der Laptop des New Yorker Zuhälters Akeem Cruz von der Polizei beschlagnahmt, der zwar in Verbindung mit dem Opfer Megan W. (22) stand, jedoch als Täter ausgeschlossen wird. Er sitzt zurzeit im US-Bundesstaat Maine wegen eines Drogenvergehens in Haft.
Am 12. Dezember 2011, einen Tag vor einer geplanten Trauerfeier der Hinterbliebenen am Ort des Geschehens, fand die Polizei eine weitere Leiche. Sie wurde von den Ermittlern vorläufig als die 24-jährige Shannan Gilbert identifiziert, die seit dem 1. Mai 2010 als vermisst galt.
Am 10. Dezember 2015 gab der Police Commissioner (in etwa: Polizeipräsident) des Verwaltungsbezirks Suffolk, Tim Sini, bekannt, dass sich das FBI offiziell der Untersuchung angeschlossen hat. Am Tag zuvor war sein Vorgänger James Burke, der im Oktober zurückgetreten war, wegen angeblicher Polizeibrutalität und anderer Probleme angeklagt worden. Er soll die Beteiligung des FBI an den LISK-Fällen jahrelang blockiert haben. Das FBI hatte zuvor bei der Suche nach Opfern mitgewirkt, war jedoch nie offiziell an der Untersuchung beteiligt.
Am 12. September 2017 gab der Staatsanwalt von Suffolk County bekannt, dass John Bittrolff, ein Zimmermann aus Manorville, Long Island, im Mai 2017 verurteilt und im September wegen Mordes an zwei Prostituierten 1993 verurteilt wurde. Er war 1994 ein Verdächtiger in mindestens einem der LISK-Morde und war durch DNA mit den Morden der 1990er Jahre in Verbindung gebracht worden. Die Ermittler der LISK-Morde äußerte sich aufgrund weiterhin laufender Ermittlungen nicht dazu.
Am 13. Juli 2023 erfolgte eine Verhaftung eines Verdächtigen in Manhattan. Dabei handelte es sich um den New Yorker Architekten Rex Heuermann (* 1964). Ein Polizeisprecher bezeichnete die Entwicklung als „einen großen Schritt vorwärts“. Ermittler erklärten diesbezüglich, sie hätten die DNA auf einer Pizza, die der Verdächtige gegessen hatte, mit dem genetischen Material abgeglichen, das bei den Überresten mehrerer Opfer gefunden wurde. Der Verhaftete bestritt den gegen ihn erhobenen dreifachen Mordverdacht. Seine Frau, eine Isländerin, reichte auf die Verhaftung folgend eine Scheidung der 27 Jahre dauernden Ehe ein. Auch von ihr waren DNA-Spuren an Leichen gefunden worden. Sie war jedoch zur Zeit der Morde verreist gewesen und ihre DNA soll durch ihren Mann auf die Leichen gelangt sein.
Seit dem 6. Juni 2024 ist Rex Heuermann wegen der Ermordung von sechs Frauen angeklagt. Dies sind im Einzelnen jedes der „Gilgo Four“-Opfer (Megan, Melissa, Amber und Maureen) sowie Jessica T. und Sandra C. Laut Anklageschrift wird gegen Heuermann auch wegen des Todes von Valerie M. im Jahr 2000 ermittelt.

## Opfer
Das erste Opfer war die 25-jährige Maureen, die zuletzt am 9. Juli 2007 in Manhattan lebend gesehen worden war. Fast auf den Tag genau zwei Jahre später verschwand die 24-jährige Melissa. Die 27-jährige Amber verschwand Anfang September 2010. Eine weitere Leiche wurde im Januar 2011 als die der 22-jährigen Megan identifiziert, die seit Juni 2010 als vermisst galt.
Als am 10. Februar 2011 ein Menschenschädel direkt neben einer Straße und am 29. März 2011 eine weitere Leiche gefunden wurden, veranlasste dies die Behörden, das Suchgebiet um elf Kilometer auszuweiten. In einer weiteren Ausdehnung der Suche um 25 Kilometer entlang der Straßen sind bisher im gesamten Suchareal sechs weitere Leichen geborgen worden, wobei diese bisher noch nicht identifiziert sind. Bei zwei dieser Opfer handelt es sich um einen Mann und ein Kind, wobei davon ausgegangen wird, dass diese beiden nicht dem Craigslist-Ripper zum Opfer gefallen sind.
Inzwischen geht man davon aus, dass einige der Leichen dem Serienmörder Joel Rifkin zugerechnet werden könnten. Rifkin, der 1993 gestand, 17 Prostituierte umgebracht zu haben, sagte aus, dass er einige Leichen auf Long Island verschwinden ließ. Drei davon wurden nie gefunden. Eine Quelle aus Ermittlerkreisen beschrieb den Fund der Knochen so:

“These [bones] are so old that roots were growing around the vertebrae and the skull. These could be one or two of Joel Rifkin's victims who were never found, or the work of another killer.”

„Diese [Knochen] waren so alt, dass um die Wirbelknochen und den Schädel herum Wurzeln wuchsen. Es könnte sich um eines oder zwei Opfer von Joel Rifkin handeln, die niemals gefunden wurden, oder um das Werk eines anderen Mörders.“

## Rezeption
Der Film Lost Girls (2020) basiert auf dem Buch Lost Girls: An Unsolved American Mystery von Robert Kolker, in dem dieser die wahre Geschichte von Mari Gilbert erzählt.
Die US-amerikanische Sängerin Lana Del Rey machte den Kriminalfall zum Thema ihres unveröffentlichten Songs Zodiac, der ursprünglich für das Album Did You Know That There’s a Tunnel Under Ocean Blvd (2023) vorgesehen war.